# Sunstedt
Sunstedt ist ein Ortsteil der Stadt Königslutter am Elm im Landkreis Helmstedt.

## Geschichte

### Eingemeindungen
Im Rahmen der Gemeindegebietsreform, die am 1. März 1974 wirksam wurde, wurde Sunstedt ein Ortsteil von Königslutter am Elm.

## Politik

### Wappen
Das Wappen wurde von Wilhelm Krieg entworfen und offiziell am 14. Mai 1992 angenommen.
Es wurde vom Wappen des Ulrich von Sunstede abgeleitet

Das Wappen des Ulrich de Sunstede

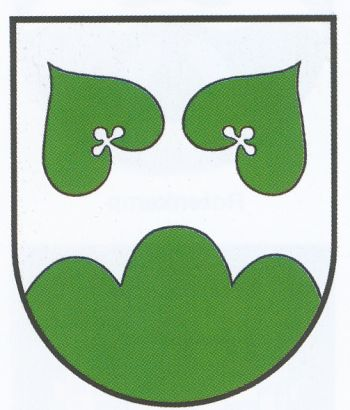
Heutiges Sunstedter Wappen

## Kultur und Sehenswürdigkeiten

### Bauwerke

#### Kirche

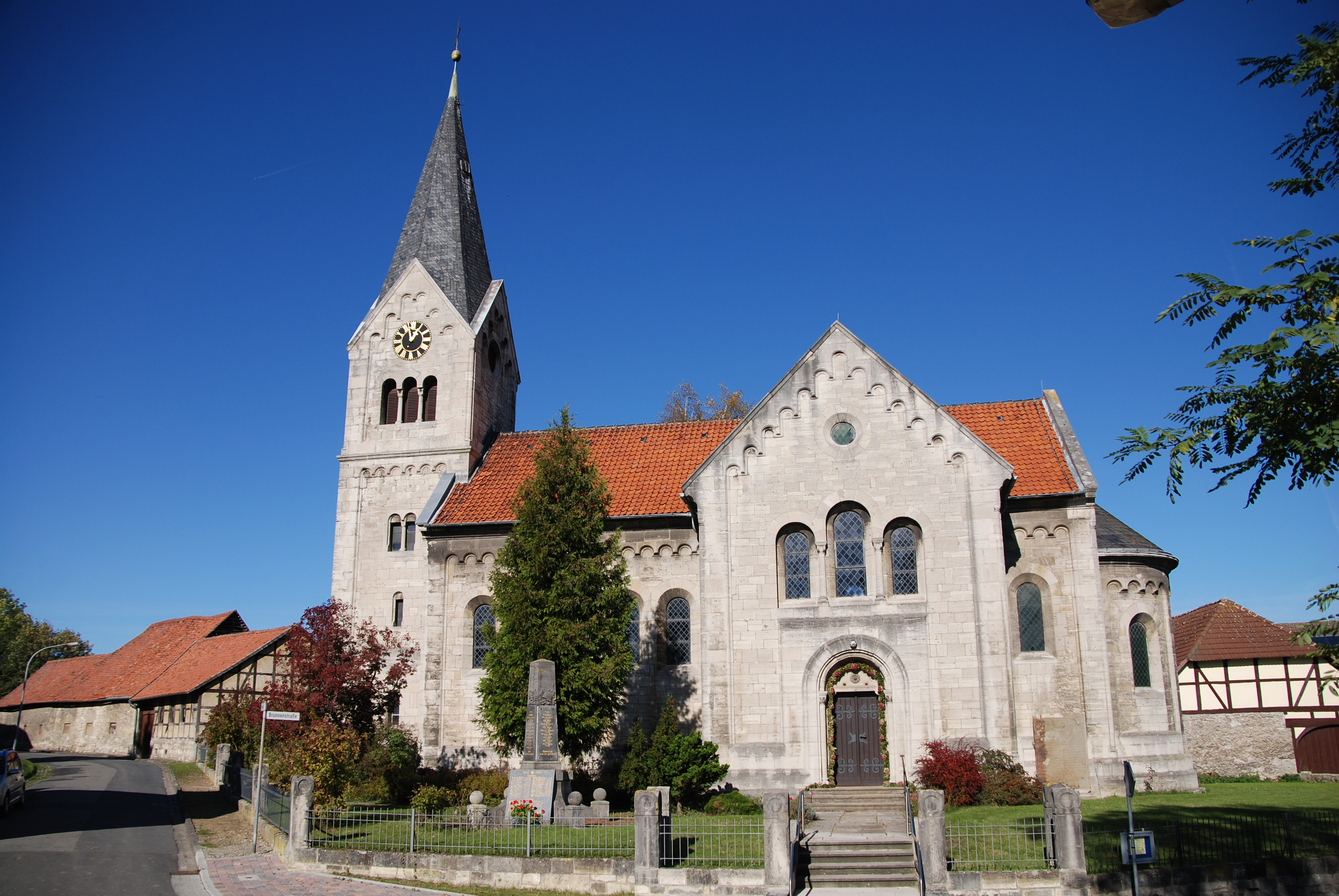
Evangelische Kirche in Sunstedt

Vor der Kirche steht ein Kriegerdenkmal mit den Namen der Kriegstoten beider Weltkriege.

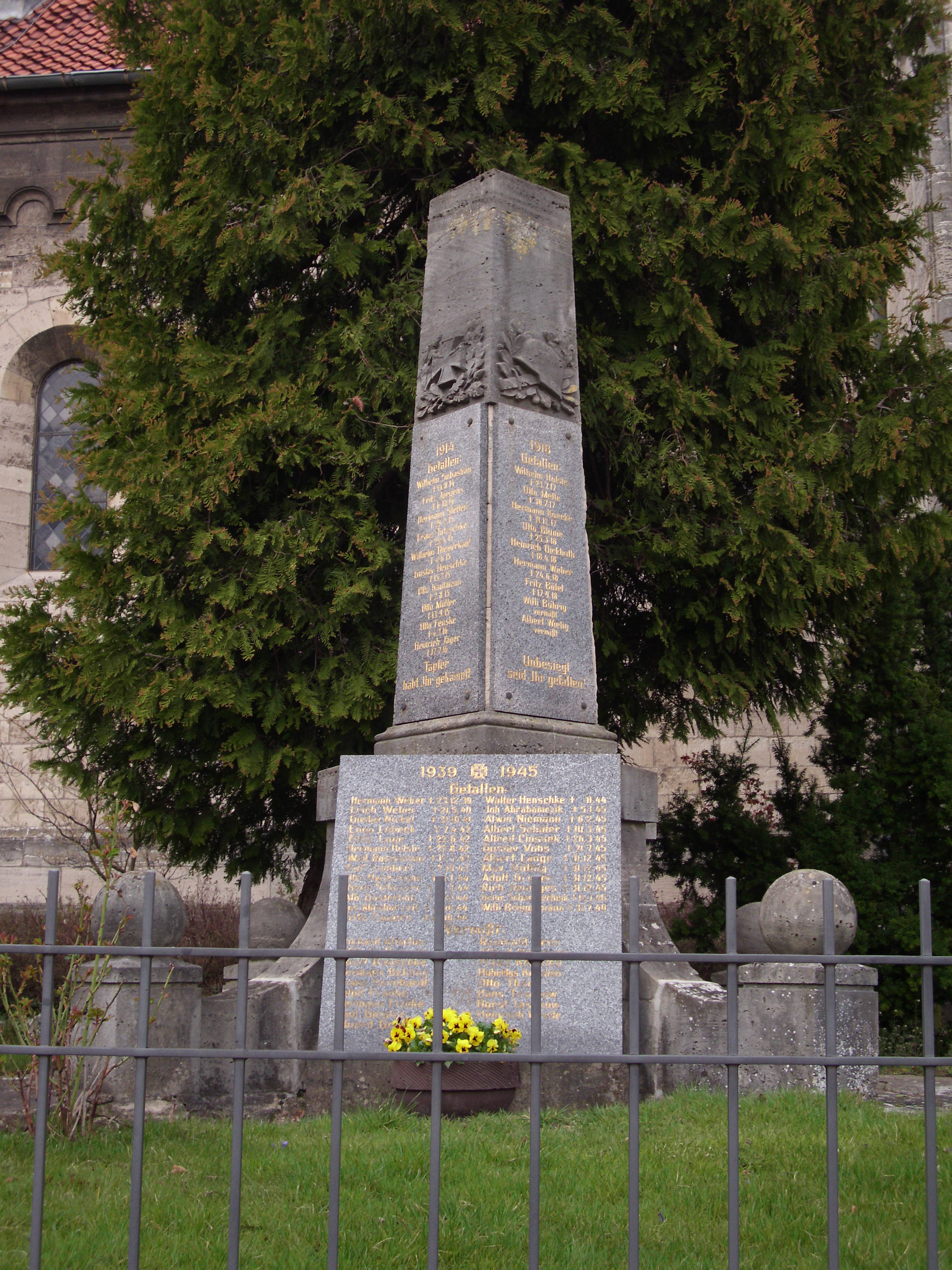
Kriegerdenkmal in Sunstedt

### Sport
Im Ort gibt den am 1. Juli 1924 gegründeten Sportverein MTV Sunstedt.

### Regelmäßige Veranstaltungen
Die Freiwillige Feuerwehr Sunstedt veranstaltet jedes Jahr ein Osterfeuer.
Weitere regelmäßige Veranstaltungen sind:
- Maibaumaufstellung seit 2003
- Herbstmarkt
- Lampionumzug seit 2006
- Skat- und Kniffelabend seit 2010
- Einläuten der Weihnachtszeit seit 2009

## Öffentliche Einrichtungen

### Alte Schule

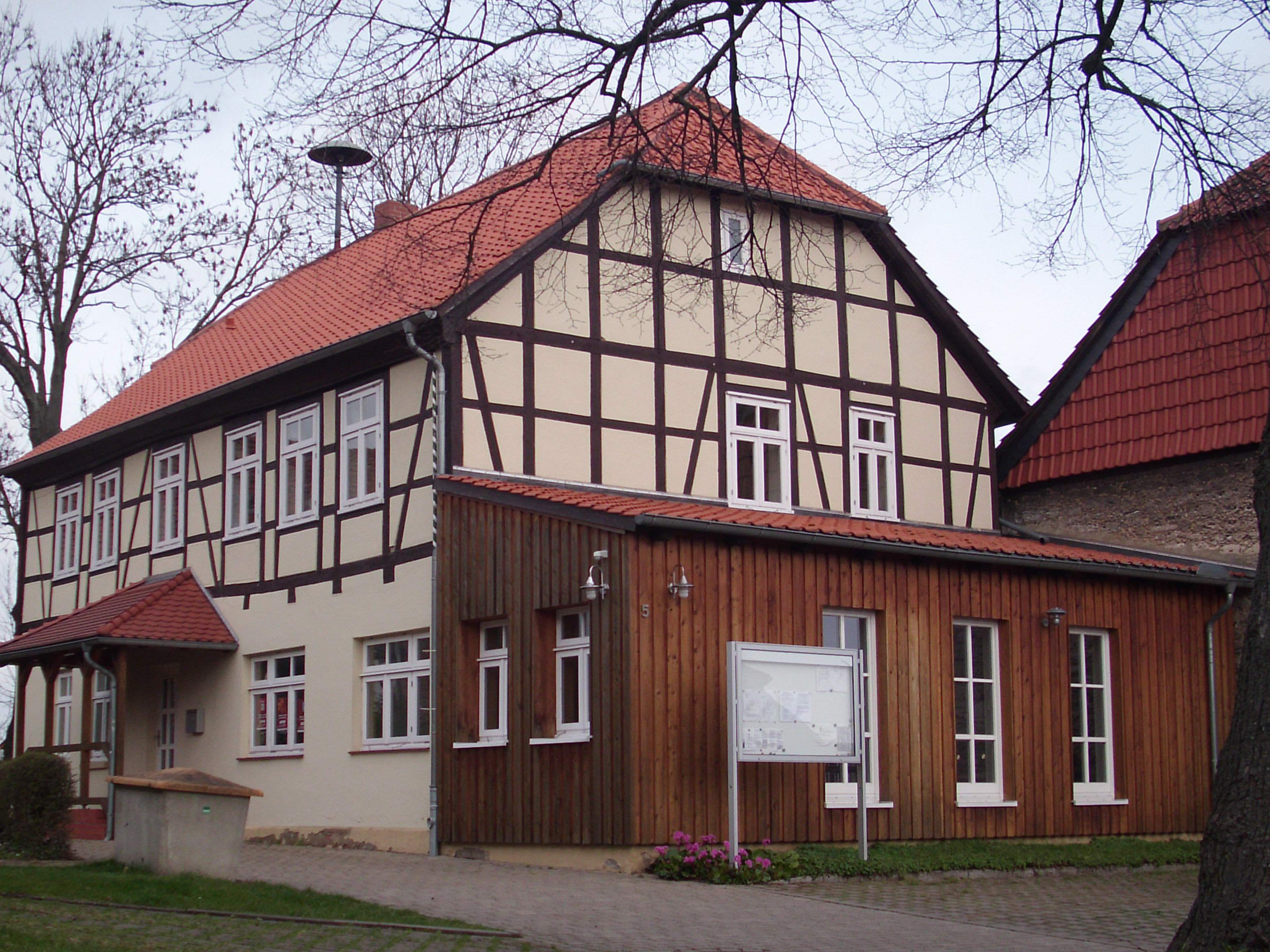
Alte Schule in Sunstedt

Die alte Schule dient jetzt als Dorfgemeinschaftshaus.

### Feuerwehr
Der Ort verfügte von 1913 bis 2016 über die Freiwillige Feuerwehr Sunstedt, die für den Brandschutz und die allgemeine Hilfe sorgte.

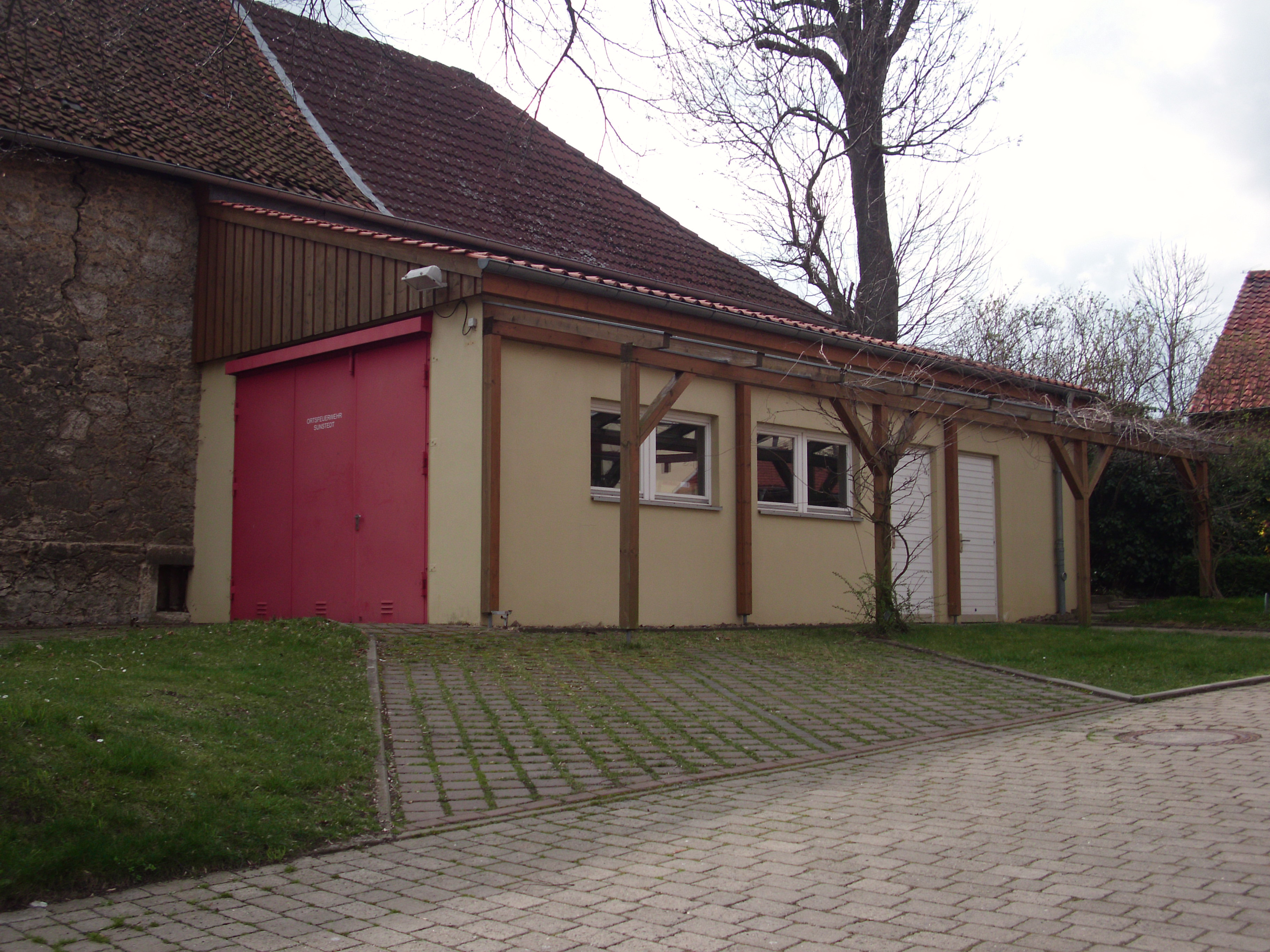
Feuerwehrhaus in Sunstedt

### Verkehr
Sunstedt liegt nahe der Bahnstrecke Braunschweig–Magdeburg. Dort verkehrt die Linie RB 40.